# Fritz Klein (Sportjournalist)
Fritz Klein (* 23. März 1937 in Hamburg; † 2. Dezember 2014 ebenda) war ein deutscher Sportjournalist und Medienunternehmer.
Klein absolvierte eine journalistische Ausbildung und arbeitete ab 1958 für die Sportredaktion des NDR. 1976 wurde er Hauptabteilungsleiter Sport im NDR und war ab 1987 als Nachfolger von Hans-Heinrich Isenbart Sportkoordinator der ARD.
Klein rief die Fernsehsendung Sport III beim NDR ins Leben, die die Vorgängersendung des Sportclub war. In den 1980er Jahren moderierte er regelmäßig die Sportschau der ARD und kommentierte zahlreiche sportliche Großereignisse wie Olympische Spiele und Fußball-Weltmeisterschaften.
1990 brachte sich Klein als Bewerber für das Amt des Vorsitzenden des Hamburger SV ins Gespräch, Ende September 1990 gab er seinen Verzicht auf eine Kandidatur bekannt. 1991 gründete Klein die Agentur RTV Sport Sales Promotion GmbH, mit der er bis zu seinem Tod Sportverbände beriet.

## Schriften
- Fritz Drechsler, Fritz Klein: So gut waren meine Pferde. Lübbe, Bergisch Gladbach 1974. ISBN 3-7857-0138-1. (Als Taschenbuch u.d.T. Ein Leben zwischen Stall und Rennbahn. Lübbe, Bergisch Gladbach 1976. ISBN 3-404-00430-2.)
- Addi Furler, Fritz Klein: In Sattel und Sulky. Alles über den Pferdesport. Stalling, Oldenburg/Hamburg 1976. ISBN 3-7979-1944-1.